# Sukkerfabrik
En sukkerfabrik eller et sukkerraffinaderi er et produktionsanlæg, som bruges i Sukkerindustrien til at raffinerer råsukker til hvid raffineret sukker, eller raffinerer sukkerroer til sukker.
Mange sukkermøller fremstiller råsukker, som er sukker med melasse. Det giver mere farve og flere indholdsstoffer end det hvide sukker, som normalt anvendes i husholdningen, i sodavand og madvarer. Rørsukker behøver ikke raffinering, mens sukker fra sukkerroer stort set altid skal have fjernet den kraftige, uønskede smag af roer. Raffineret sukker er mere end 99 % ren sukrose.
Råsukker bliver videreforarbejdet til rent hvidt sukker på lokale raffinaderier eller solgt til lokal industri og forbruger eller eksporteret til raffinaderier i destinationslandet. Sukkerfabrikker ligger ofte i områder, hvor forbruget af sukker er højt som Nordamerika, Europa og Japan. Siden 1990'erne er der opført mange højteknologiske sukkerfabrikker i MENAPT-området; dvs. Dubai, Saudi Arabien og Algeriet. Verdens største sukkerraffinaderivirksomhed er American Sugar Refining, som har afdelinger i Nordamerika og Europa. Der er 115 sukkerfabrikker i Europa, og de fleste drives af naturgas.
Mange sukkerfabrikker til raffinering af sukkerroer er ofte kun i funktion en del af året ved høsten i den såkaldte "roekampagne" som i Danmark starter i sidste halvdel af september, og det besluttes en måned før. Kampagnen varer til omkring nytår, men er afhængig af vejret. Økologisk sukker produceres for sig. Sukkermøller til sukkerrør er derimod ofte i brug hele året.

## Sukkerfabrikker i Danmark
Adskillige byer på de danske øer har haft sukkerfabrikker. På Lolland alene har der ligget fire fabrikker. I alt har der eksisteret 9 roesukkerfabrikker i Danmark:
- Assens Sukkerfabrik (1884-2006)
- Gørlev Sukkerfabrik (1912-2000)
- Højbygaard Sukkerfabrik (1873-1960)
- Maribo Sukkerfabrik (1897-1962)
- Nakskov Sukkerfabrik (1882-   )
- Sukkerfabrikken Nykøbing (1884-   )
- Stege Sukkerfabrik (1884-1989)
- Sukkerkogeriet Odense (1873-1970)
- Sakskøbing Sukkerfabrik (1910-1991)

Råmaterialerne blev ofte transporteret på smalsporede jernbaner, såkaldte roebaner, fra marken til fabrikken. For at forkorte transportvejen havde nogle af sukkerfabrikkerne tilknyttet såkaldte saftstationer, dvs. forarbejdningsanlæg, der lå tættere på de dyrkede marker. Her blev roesaften presset ud og bagefter ført i rørledninger til fabrikkerne. Sukkerfabrikkerne i Stege og Nakskov havde således på et tidspunkt hver fem saftstationer tilknyttet, Assens Sukkerfabrik havde fire, og Maribo Sukkerfabrik havde en enkelt saftstation beliggende i Stokkemarke.
Den første danske roesukkerfabrik var Højbygaard Sukkerfabrik i Holeby på Lolland, der blev grundlagt i 1872. Fabrikkens sidste roekampagne var i 1960, hvorefter bygningerne blev omdannet til papirfabrik. I 2007 blev den gamle sukkerfabrik af Kulturarvstyrelsen udnævnt til et af Danmarks 25 industriminder.
Der har desuden været en statsstøttet sukkerproduktion baseret på sukkerrør i Dansk Vestindien, hvor plantagerne var bemandet med slavegjorte.

### Produktion i dag
I Danmark er der i dag ca. 750 landmænd medlemmer af foreningen Danske Sukkerroedyrkere. De dyrker ca. 33.000 hektar med sukkerroer, hvilket giver en produktion på 2½ mio tons roer. Heraf kan fremstilles 400-450.000 tons sukker årligt. Roerne afleveres på de to tilbageværende danske fabrikker, Nykøbing Falster Sukkerfabrik og Nakskov Sukkerfabrik, som hver producerer omkring 200.000 tons om året, med omkring 5.000 tilknyttede arbejdspladser ud af øernes 32.000 fuldtidsbeskæftigede. Danisco ejede dem frem til 2009, da sukkerdivisionen blev købt af tyske Nordzucker, som navngav denne nytilkøbte virksomhed Nordic Sugar. Begge fabrikker drives af Nordic Sugars. De blev i mange år fyret med 100 MW varme fra kul og olie som udledte 160-180 tusind ton CO2 om året, og med gas siden 2024. Fabrikkernes rest-affald (pulp og mask) bruges i mindre omfang i biogasanlæg.